# Anderthalbdecker

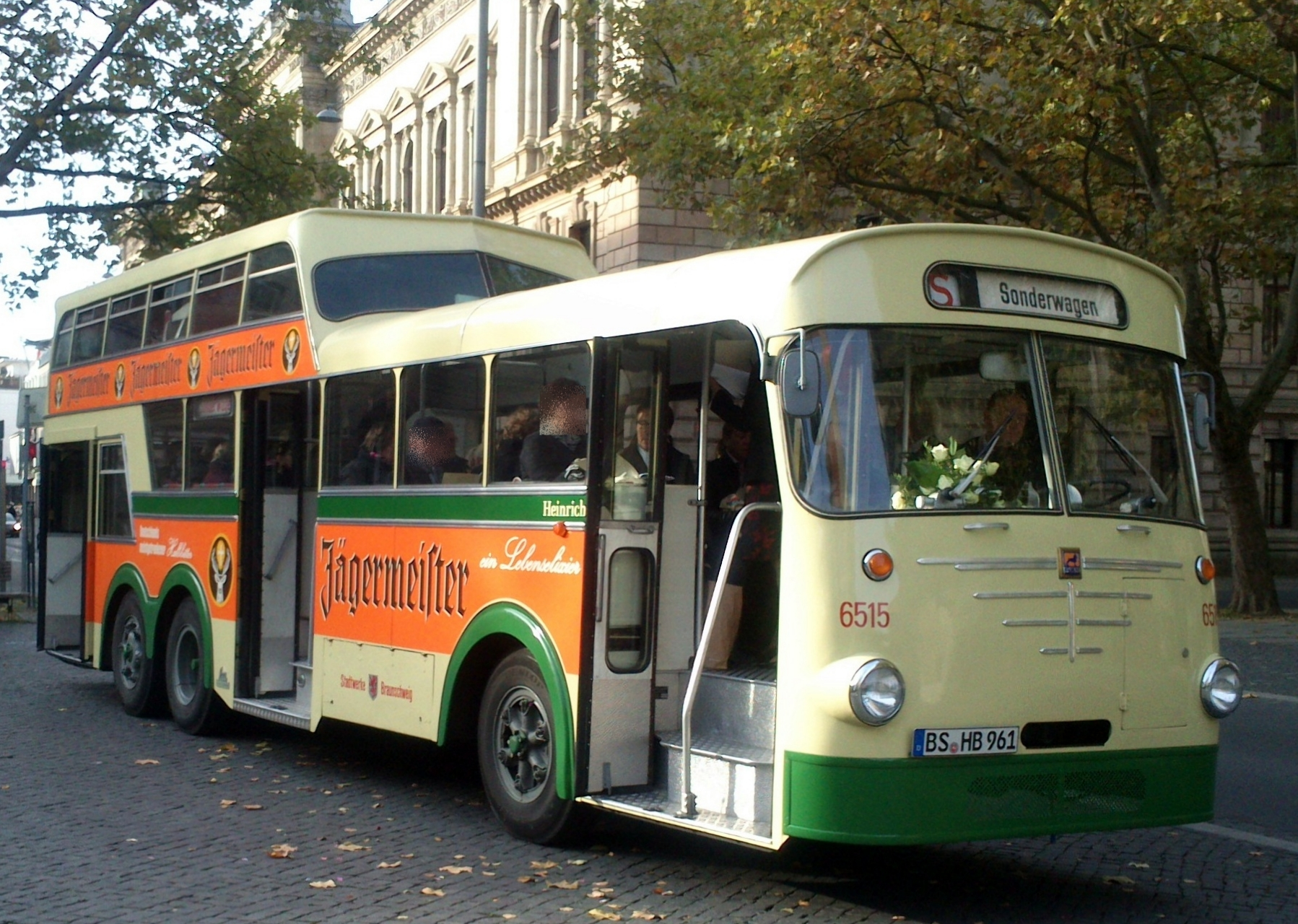
Autobus częściowo piętrowy Büssing w Brunszwiku

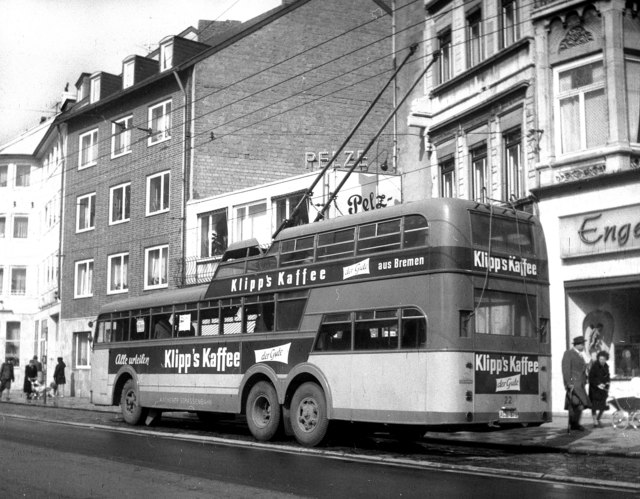
Trolejbus częściowo piętrowy na podwoziu Henschel w Akwizgranie, 1962 r.

Anderthalbdecker – niemiecki termin oznaczający autobus lub trolejbus, którego tylna połowa jest dwupoziomowa, jak w autobusie piętrowym.

## Historia
Autobusy częściowo piętrowe wynaleziono w 1949 r. w firmie Gebr. Ludewig w Essen w Niemczech. Początkowo według tej zasady produkowano autokary, a w 1955 roku we współpracy z przewoźnikiem Duisburger Verkehrsgesellschaft zbudowano autobus miejski tej konstrukcji. Rok później skonstruowano też trolejbus z takim nadwoziem. Po zaprzestaniu produkcji w firmie Gebr. Ludewig w 1976 r., która do tego czasu wyprodukowała ponad 800 pojazdów częściowo piętrowych, do 1988 roku kontynuowała produkcję fabryka nadwozi Vetter z Fellbach. Wytwórnia ta, za zgodą zakładów braci Ludewig, pojazdy częściowo piętrowe produkowała od lat 60. XX w..
W 1995 r. wyprodukowano unikatowy egzemplarz na podstawie starych planów dla firmy autobusowej Anton Schuster z Durlangen z Badenii-Wirtembergii. Ten autobus, z przodem Mercedesa-Benza O 408, był eksploatowany w ruchu liniowym w okolicach Schwäbisch Gmünd do początku XXI wieku.

## Trolejbusy
Szczególną formą częściowo piętrowych pojazdów były trolejbusy produkcji zakładów Ludewig (25 sztuk) i Vetter (4 sztuki), które produkowano od 1956 r. dla systemów trolejbusowych w Osnabrück, Hildesheimie, Wuppertalu i Akwizgranie. Trolejbus z Akwizgranu jest jedynym zachowanym do celów muzealnych. Od 1972 roku znajduje się w angielskim muzeum w Sandtoft.